# Adelomyrmex brenesi
Adelomyrmex brenesi é uma espécie de formiga do gênero Adelomyrmex, pertencente à subfamília Myrmicinae.